# マイキー・マーシャル
マイキー・マーシャル（Mikey Marshall、本名：マイケル・マーシャル（Michael Marshall）、1981年12月1日 - ）は、アメリカ合衆国テキサス州スウィッシャー郡トゥリア出身のプロバスケットボール選手である。ポジションはガードフォワード。

## 来歴
ボブ・ナイト率いるテキサス工科大学時代の通算成績は、1試合平均3.4得点、FG成功率41.2%、3P成功率20.5%、FT成功率66.7%、3.8リバウンド。
ブリティッシュ・バスケットボール・リーグのバーミンガム・ブレッツ、ABAのフレズノ・ヒートウェーブを経てbjリーグの大分ヒートデビルズに入団。2006-2007シーズンの全試合でスタメン出場を果たした。アシスト、リバウンド、スティール、FG成功率の4部門で、bjリーグ個人成績ベスト10にランクインしている。
2007年、大阪エヴェッサに移籍。bjリーグ史上2人目でかつ2日連続のトリプルダブルを達成。週間MVPを2度受賞し、ベスト5も選出される。2008年オフに退団。
2010年3月5日、滋賀レイクスターズに入団。滋賀初となるプレイオフ進出に貢献する。
2011年2月、練習中に左第5中足骨骨挫傷の怪我を負う。

## プレイスタイル
高い身体能力を武器にペネトレイトや豪快なダンクシュートでインサイドから得点すると共に、アウトサイドから精度の良いシュートで得点する。ディフェンス面では、ポジションがGFながら、高いジャンプ力を生かして積極的にリバウンドに参加する。

## 豆知識
- 愛妻家であり、既に2人の子供を授かっている。妻もバスケットボール選手で、大阪時代の背番号である3は、妻のかつて着けていた背番号である。
- 好きな選手はマイケル・ジョーダン。

## 個人受賞歴
- サークルKサンクス週間MVP
- サークルKサンクス月間MVP